# Bust-A-Move 2
Puzzle Bobble 2 és un videojoc en el qual és la continuació del videojoc "Puzzle Bobble", conegut com a Bust-A-Move 2 a Europa i als EUA (després al mercat, la versió recreativa es va anomenar "Bust-A-Move Again). El videojoc es va llançar com a màquina recreativa l'any 1995, les versions de Sony PlayStation, Sega Saturn, Nintendo 64 i ordinador van ser després.